# 南阳市 (日本)
南阳市（日语：／ Nanyō shi */?）是位於日本山形縣南部的城市。市名源自於中國河南省的南陽市。轄區地處置賜盆地的東北端，最上川流經西南部的邊界並往西北流，當地人口則集中在赤湯與宮内地區。由於山形新幹線在市內設有赤湯站，奧羽本線和花長井線也在轄區內設置多個車站，使南陽市成為山形縣南部的交通要地。而當地居民在對外通勤與就學方面則多依賴南邊的米澤市。

## 地理
南陽市境內約52.7%的面積被山林與原野覆蓋，21.1%的土地為農業用地。轄區地處奧羽山脈東部的置賜盆地内，並且被被吾妻山與飯豐山的山岳包圍。北端坐落著海拔994公尺的白鷹山，南部的平坦地區為吉野川與織機川沖積形成的沖積扇。

### 氣候
根據統計，2015年南陽市的年均溫為11.8℃，年降雨量則是1102毫米。由於南陽市地處盆地内，因此夏季炎熱潮濕且冬季寒冷，空氣也較為乾燥。北部的丘陵地帶在下雨時容易引發洪水，冬季則容易受到降雪和降霜的影響。6月中旬當地進入梅雨季。7月中旬至下旬低氣壓通過梅雨鋒面的上空時，經常為當地帶來伴隨閃電的大雨。

## 歷史
南陽市約在舊石器時代便有人類在此生活，境內的長岡山遺跡曾發掘出舊石器時代後期的刀形石器。當地也發掘出許多古墳時代的古墳群，其中屬於前方後圓墳的稻荷森古墳為山形縣内最大的古墳群，並且於近代被指定為日本的史跡。奈良時代，日本各地的令制國在其轄區内設置國衙，國衙之下則設有郡衙。而現今市內的郡山地區被認為是從郡衙的別稱「郡家」演變而成。
鎌倉時代的文治5年（1189年），鎌倉幕府的御家人大江時廣奉命擔任長井莊（莊園）的地頭，而當時南陽地區在文獻中被稱為「北條鄉」。天授6年（1380年），伊達宗遠攻擊置賜地方，使長井氏逃離置賜。此後伊達氏統治當地長達200多年。天正19年（1591年），伊達政宗轉封至仙台後，南陽在內的置賜地區改由會津藩的蒲生氏鄉管轄。
慶長6年（1601年），在關原之戰中戰敗的上杉景勝減封並移封至米澤藩30萬石，南陽地區因此成為米澤藩的領地。明治時代初期至昭和時代中期，南陽地區的製絲產業相當盛行，市內的漆山地區在當時設有製造生絲的工廠，並將生絲出口至世界各地。而在明治時代初期，英國探險家伊莎貝拉·博德曾造訪當地。
昭和30年（1955年）2月1日，宮内町、漆山村、金山村與吉野村合併成新的宮内町。4月1日，梨鄉村與沖鄉村合併成和鄉村。6月10日，中川村併入赤湯町。昭和32年（1957年），高畠町的部分地區併入赤湯町。昭和42年（1967年），赤湯町、宮内與和鄉村合併，並且採用時任山形縣知事安孫子藤吉的提議，以中國河南省的地名「南陽」作為市名，形成現今的南陽市。

## 行政
現任市長白岩孝夫於2022年7月在選舉中第二次成功連任，其任期將持續至2026年7月。

## 經濟
根據日本2020年的國勢調查統計，南陽市的就業人口中有9.44%從事第一級產業，31.8%的就業人口從事第二級產業，其餘的58.76%則從事第三級產業。當地的農作物生產額約佔當地農業生產總額的70%，其餘30%則為畜產。當地也生產櫻桃、葡萄、西洋梨、蘋果等農產品。

## 教育
南陽市內共有7所小學校和3所中學校。根據2023年的統計，市內共有1357名小學生與759名中學生。

## 交通
國道13號以南北向穿越南陽市，國道113號與國道399號則以東西向通過境內。鐵路方面，JR東日本的奧羽本線和山形新幹線皆以南北向通過轄區。其中赤湯站為山形新幹線和奧羽本線共構的車站，奧羽本線則在東部另設中川站。而赤湯站也是山形鐵道花長井線的起點，並在市內共設置5個車站。

## 友好城市
南陽市與以下國外城市為友好姐妹城市:
| 國家           | 城市             | 締結日期        |
| -------------- | ---------------- | --------------- |
| 中华人民共和国 | 南陽市（河南省） | - 1988年10月6日 |